# الرابطة الوطنية للتنمية
الرابطة الوطنية للتنمية (بالفرنسية: Ligue patriotique pour le développement)‏ هي جبهة جماهيرية مفتوحة لحزب الاستقلال الأفريقي في بوركينا فاسو. تأسست في سبتمبر 1973. كانت بقيادة أربا ديالو. كان مقاتلو الرابطة يُطلق عليهم عمومًا اسم ليباديست.
كان للرابطة تأثيرها الرئيسي في الحركة النقابية. الأمين العام لاتحاد النقابات الفولتية، سومان توري، كان أيضًا رئيسًا لقسم الرابطة في واغادوغو.
في البداية ، قدمت الرابطة دعمًا حيويًا لثورة توماس سانكارا. في مايو 1983 قام الطلاب المؤيدون للرابطة بمظاهرات حاشدة للمطالبة بالإفراج عنه. لعب الاتحاد السوفياتي دورًا مهمًا في إثارة الانقسام بعيدًا عن حكومة سانكارا.
من 3 أغسطس 1983 حتى أغسطس 1984 شغلت الرابطة خمسة مناصب وزارية. كان أربا ديالو وزيرًا للشؤون الخارجية وفيليب ويدراوغو وزيرًا للمعدات والاتصالات وأداما توريه وزيرًا للإعلام. بعد حركة 1984 سُجن ديالو وتوري. أفرج عن ديالو عام 1985 وتوري عام 1986. ولكن حتى بعد ذلك استمر أعضاء الرابطة في شغل بعض المناصب الهامة. تم تعيين مايكل تابسوبا وزيرا للمياه في الحكومة الجديدة. تم تعيين ويدراوغو كبير مهندسي التعدين.